# حصن لامو
حصن لامو هو حصن يقع في بلدة لامو في شمال شرق كينيا. يقع الحصن في الأصل على الواجهة البحرية، ويقع اليوم في موقع مركزي في البلدة، على بعد حوالي 70 مترًا (230 قدمًا) من الرصيف الرئيسي على الشاطئ.
بُني حصن لامو بين عامي 1813 و1821 بمساعدة عُمانية. وفي البداية كان بمثابة قاعدة عزز منها العُمانيون سيطرتهم على ساحل شرق إفريقيا، لكن المدينة فقدت أهميتها الاقتصادية فيما بعد. وخلال فترة الاستعمار البريطاني، وبعد استقلال كينيا، استُخدم الحصن كسجن. واليوم يضم متحفًا بيئيًا ومكتبة، وغالبًا ما يُستخدم للمناسبات المجتمعية.